# Ivan I. Duka
Ivan I. Duka (grčki Ἰωάννης Α' Δούκας, Iōannēs I Doukas; latinski Ducas; o. 1240. – 1289.) bio je grčki plemić te vladar Tesalije od oko 1268. do svoje smrti. Poznat je i kao Ivan Angel (Ἰωάννης Άγγελος) te kao Ivan Kopile.
Ivan je bio vanbračni sin despota Epira Mihaela II. Komnena Duke i njegove konkubine Gangrene. Njegovo puno prezime je bilo Duka Komnen Anđeo (Δούκας Κομνηνός Άγγελος). Njegov naslov je bio sebastokratōr (grčki σεβαστοκράτωρ). Međutim, neki kroničari su krivo pretpostavili da njegovo prezime Duka znači da je bio vojvoda Neopatrasa (danas Ypati, Υπάτη).
Naslov sebastokratōra je Ivan dobio oko 1272. od bizantskoga cara Mihaela VIII. Paleologa.
Ivanov polubrat Nikefor I. Komnen Duka (Νικηφόρος Α΄ Κομνηνός Δούκας) bio je vladar Epira.
Ivan je sudjelovao kao vojni zapovjednik u događajima koji su doveli do bitke kod Pelagonije (također poznata kao bitka kod Kastorije).

## Brak
Ivanova supruga je bila žena nepoznatog imena, koja je postala redovnica Hipomona („strpljenje“). Ovo su njihova djeca:
- Mihael Komnen, koji je umro u Konstantinopolu 1307.
- Konstantin Duka (Κωνσταντίνος Δούκας), otac Ivana II. Duke od Tesalije
- Teodor Angel (Θεόδωρος Ἄγγελος), suregent svog brata Konstantina[3]
- Helena Angelina Komnena, žena Vilima I. de la Rochea od Atene i Huga od Briennea
- kćerka, žena Andronika Tarchaneiotesa
- Helena Duka Angelina, žena Stefana Uroša II.,[4] kralja Srbije (moguće je da je bila majka kralja Stefana Konstantina)
- kćerka, zaručnica Teodora Svetoslava Bugarskog